# سیارک ۲۰۸۷
سیارک ۲۰۸۷ (به انگلیسی: 2087 Kochera، نامگذاری:1975YC) دو هزار و هشتاد و هفتمین سیارک کشف شده‌است که در ۲۸ دسامبر ۱۹۷۵ کشف شد.
قدر مطلق سیارک برابر ۱۳٫۱۰ است.